# Rère
Rère – rzeka we Francji, przepływająca przez tereny departamentów Cher i Loir-et-Cher, o długości 53 km. Stanowi dopływ rzeki Sauldre.